# Брюзга
«Брюзга» (др.-греч. Δύσκολος) — комедия древнегреческого драматурга Менандра, впервые поставленная на сцене в 316 году до н. э. Единственная пьеса этого автора, сохранившаяся практически полностью (за исключением нескольких строк), одна из двух пьес (наряду с «Героем»), от которых сохранились списки действующих лиц. Кроме того, существует стихотворный пересказ комедии, который приписывают Аристофану Византийскому, но который в действительности мог быть написан существенно позже.
Текст «Брюзги» был найден на «папирусах Бодмера» в середине 1950-х годов. До этого момента существовали только гипотезы о содержании пьесы — по словам советского антиковеда Виктора Ярхо, «нередко фантастические, но всегда бездоказательные».